# 加拉博爾
48°6′4″N 22°40′41″E / 48.10111°N 22.67806°E
加拉博爾（烏克蘭語：Галабор），是烏克蘭西部的村莊，隸屬外喀爾巴阡州的貝雷霍韋區。該村始建於1380年，面積0.86平方公里，海拔高度113米，2001年人口752，人口密度每平方公里872.39人。